# やめちまぇ!
「やめちまぇ!」は、湘南乃風の18枚目のシングル。2018年3月21日にトイズファクトリーから発売された。

## 概要
- 前作から約1年2ヶ月振りとなるシングルである。これまでのシングルのタイトルは全て3文字だったが、本作は初めてタイトルが3文字ではない。
- 表題曲の「やめちまぇ!」は寺岡呼人との共作によるもので、「これから20年先の湘南乃風に“唯一無二の存在”になってほしいと思い、彼らしか発することの出来ないメッセージをイメージした」と寺岡はコメントしている[2]。
- カップリングの「Be Strong」は東京オートサロン2018[注 1]のスペシャルミュージックサポーター[注 2]に選ばれた彼らが、同年度のイメージソングとして制作した楽曲[3]。この年のオートサロン内で行われたライブ・イベント『The after party presented by TOKYO AUTO SALON』にはメンバーのHAN-KUNが出演した[3]。

## 収録曲
1. やめちまぇ!
（作詞・作曲：湘南乃風、寺岡呼人 / 編曲：鈴木Daichi秀行）
  - テレビ朝日系『Break Out』3月度オープニングトラック
  - テレビ朝日系『お願い!ランキング』4月期エンディングテーマ
2. Be Strong
（作詞：湘南乃風 / 作曲・編曲：湘南乃風、STAND ALONE）
  - 東京オートサロン2018テーマソング
3. 指
（作詞：湘南乃風 / 作曲：湘南乃風、Amin03 / 編曲：湘南乃風、soundbreakers）
  - 藻岩シャローム教会CMソング
  - 旭川ブルーミントンヒルCMソング